# Disparalona dadayi
Disparalona dadayi är en kräftdjursart som först beskrevs av Birge 1910.  Disparalona dadayi ingår i släktet Disparalona och familjen Chydoridae. Inga underarter finns listade i Catalogue of Life.